# Bad Blood (singel Taylor Swift)
Bad Blood – singel amerykańskiej piosenkarki Taylor Swift z jej piątego albumu studyjnego, 1989. Piosenka została wydana 17 maja 2015 roku jako czwarty singel z albumu. Swift nagrała ten utwór w duecie z amerykańskim artystą hip hopowym Kendrickiem Lamarem. 

## Informacje o utworze
W jednym z wywiadów Swift wyznała, że utwór „Bad Blood” jest o innej piosenkarce, jednak nie zdradziła jej nazwiska. Swift powiedziała, że ta osoba próbowała sabotować jedną z jej tras koncertowych poprzez zatrudnianie ludzi, którzy przy niej pracowali. Czasopisma „Billboard”, „Rolling Stone”, „Time” i „The Washington Post” spekulowały, że tą osobą jest Katy Perry. Daniel D'Addario z Time i Emily Yahr z The Washington Post doszukali się odniesienia w tekście „Bad Blood” we fragmencie: „If you live like that, you live with ghosts” (pol. Jeśli żyjesz w ten sposób, żyjesz z duchami) do tytułu piosenki Perry „Ghost” (pol. Duch) pochodzącej z albumu Prism (2013).
Na albumie 1989 utwór „Bad Blood” jest w całości śpiewany przez Swift. 17 maja 2015 roku jako singel została wydana wersja piosenki, w której gościnnie wystąpił Kendrick Lamar.

## Teledysk
Oficjalny teledysk do singla został wyreżyserowany przez Josepha Kahna. Premiera klipu odbyła się podczas gali Billboard Music Awards, na której wystąpiła Swift. Po gali, 17 maja teledysk pojawił się na oficjalnym kanale piosenkarki na Vevo, gdzie w ciągu 24 godzin został odtworzony 20 milionów razy. Tym samym Swift osiągnęła nowy rekord wyświetleń teledysku, który wcześniej należał do Nicki Minaj i jej teledysku do singla „Anaconda” z 19 milionami wyświetleń pierwszego dnia premiery. 
„Rolling Stone” określił teledysk jako neo-noirowy, futurystyczny i pełen gwiazd. Teledysk jest zrealizowany w formie filmu wyprodukowanego przez Swift i wyreżyserowanego przez Kahna. W klipie Swift występuje w roli Catastrophe. Oprócz niej w rolach wojowniczek występuje wiele znanych aktorek, a każda z nich sama wybrała imię swojej bohaterki. I tak w klipie można zobaczyć, m.in. Selenę Gomez jako Arsyn, Karlie Kloss jako Knockout, Jessicę Albę jako Domino, Lenę Dunham jako Lucky Fiori, Haileę Steinfeld  jako The Trinity, Ellie Goulding jako Destructę X, Hayley Williams jako The Crimson Curse, Zendayę Coleman jako Cut-Throat, Ellen Pompeo jako Lunę, Lily Aldridge jako Frostbyte, Mariskę Hargitay jako Justice, Carę Delevingne jako Mother Chucker czy Cindy Crawford jako Headmistress. 
Daniel D’Addario z „Time” porównał efekty wizualne występujące w teledysku do tych z filmu Sin City: Miasto grzechu, natomiast Sharan Shetty z Slate porównała teledysk do filmu RoboCop, zauważyła sceny podobne do tych z filmów Kill Bill i Tron. Erin Strecker z Billboard zauważył podobieństwo między teledyskiem do „Bad Blood” a teledyskami do singli Britney Spears „Toxic” i „Womanizer”, które również zostały wyreżyserowane przez Kahna.

## Listy przebojów
Utwór „Bad Blood” był notowany na liście „Billboard” Hot 100 w listopadzie 2014 roku na pozycji 78. Po oficjalnym wydaniu singla z gościnnym udziałem Kendricka Lamara, utwór „Bad Blood” powrócił do notowania, gdzie zajął pięćdziesiąte trzecie miejsce. Tydzień później, 29 maja 2015 roku singel „Bad Blood” dotarł do miejsca pierwszego na Billboard Hot 100 stając się trzecim singlem numer jeden z albumu 1989 (po „Shake It Off” i „Blank Space”). 
Wersja albumowa
| Kraj/Nazwa listy               | Pozycja |
| ------------------------------ | ------- |
| Australia (Top 50 Singles)     | 76      |
| Kanada (Canadian Hot 100)      | 68      |
| Nowa Zelandia (Top 40 Singles) | 40      |
| USA (Billboard Hot 100)        | 78      |

Wersja singlowa

### Notowania tygodniowe
| Kraj/Nazwa listy                         | Pozycja |
| ---------------------------------------- | ------- |
| Australia (Top 50 Singles)               | 1       |
| Austria (Ö3 Austria Top 40)              | 22      |
| Belgia (Ultratop 50 Flandria)            | 26      |
| Belgia (Ultratop 50 Walonia)             | 26      |
| Francja (Top 200 Singles)                | 14      |
| Hiszpania (Single Top 50)                | 13      |
| Irlandia (Top 100 Singles)               | 8       |
| Kanada (Canadian Hot 100)                | 1       |
| Niemcy (Top 100 Singles)                 | 29      |
| Nowa Zelandia (Top 40 Singles)           | 1       |
| Szkocja (Scottish Singles Chart Top 100) | 1       |
| Szwajcaria (Singles Top 75)              | 28      |
| USA (Billboard Adult Pop Songs)          | 1       |
| USA (Billboard Digital Songs)            | 1       |
| USA (Billboard Hot 100)                  | 1       |
| USA (Billboard Pop Songs)                | 1       |
| Węgry (Single Top 40)                    | 10      |
| Wielka Brytania (Singles Chart Top 100)  | 4       |

## Certyfikaty
| Kraj/region       | Wydawca           | Certyfikat |
| ----------------- | ----------------- | ---------- |
| Australia         | ARIA              | 2× platyna |
| Kanada            | MC                | 3× platyna |
| Nowa Zelandia     | Recorded Music NZ | złoto      |
| Stany Zjednoczone | RIAA              | 4× platyna |
| Wielka Brytania   | BPI               | srebro     |